# Jonantán Villal
Jonantán Villal Ozuna (Atlanta, Georgia, 6 de enero de 2005) es un futbolista mexicano nacido en los Estados Unidos que juega como centrocampista en el Club Atlético de San Luis de la Primera División de México.

## Trayectoria

### Atlanta United Football Club
Villal ha jugado con la academia de Atlanta United Football Club desde que comenzó en 2016. Hizo apariciones como jugador de la academia con el Atlanta United 2 en la temporada 2021, antes de firmar un contrato profesional con el equipo el 7 de enero de 2022 antes de la nueva temporada de la USL.

### Club Atlético de San Luis
El 28 de diciembre de 2023 se oficializó su llegada al Club Atlético de San Luis de cara al Clausura 2024.

## Selección nacional
Fue convocado por Yasser Corona para una concentración de entrenamiento durante el mes de agosto de 2022 con la sub-18 de México.

## Estadísticas
Actualizado al último partido jugado el 29 de abril de 2024.
| Club                            | Div.          | Temporada     | Liga  | Liga  | Copas nacionales(1) | Copas nacionales(1) | Torneos internacionales(2) | Torneos internacionales(2) | Total | Total |
| Club                            | Div.          | Temporada     | Part. | Goles | Part.               | Goles               | Part.                      | Goles                      | Part. | Goles |
| ------------------------------- | ------------- | ------------- | ----- | ----- | ------------------- | ------------------- | -------------------------- | -------------------------- | ----- | ----- |
| Atlanta United 2 Estados Unidos | 2.ª           | 2021          | 2     | 0     | ―                   | ―                   | ―                          | ―                          | 2     | 0     |
| Atlanta United 2 Estados Unidos | 2.ª           | 2022          | 22    | 1     | ―                   | ―                   | ―                          | ―                          | 22    | 1     |
| Atlanta United 2 Estados Unidos | 2.ª           | 2023          | 14    | 0     | ―                   | ―                   | ―                          | ―                          | 14    | 0     |
| Atlanta United 2 Estados Unidos | Total club    | Total club    | 38    | 1     | 0                   | 0                   | 0                          | 0                          | 38    | 1     |
| C. Atl. de San Luis · México    | 1.ª           | 2024          | 9     | 0     | ―                   | ―                   | ―                          | ―                          | 9     | 0     |
| C. Atl. de San Luis · México    | Total club    | Total club    | 9     | 0     | 0                   | 0                   | 0                          | 0                          | 9     | 0     |
| Total carrera                   | Total carrera | Total carrera | 47    | 1     | 0                   | 0                   | 0                          | 0                          | 47    | 1     |

## Vida personal
Jonantán tiene ascendencia mexicana por parte de su padre y dominicana por parte de su madre.